# Les Misérables (comédie musicale)
Pour les articles homonymes, voir Les Misérables (homonymie).
Les Misérables est une comédie musicale adaptée du roman éponyme de Victor Hugo par Claude-Michel Schönberg (musique) et Alain Boublil et Jean-Marc Natel (paroles originales en français), et Herbert Kretzmer (paroles en anglais).
Après la réalisation d'un double album-concept en 1980, la comédie musicale est créée au Palais des sports de Paris en septembre 1980 dans une mise en scène de Robert Hossein. Son adaptation anglophone par le producteur Cameron Mackintosh en a fait un succès mondial, lui permettant de détenir, à Londres, depuis octobre 1985, le record de durée d'exploitation continue. Il est souvent fait référence à cette version anglophone sous l'appellation familière « Les Miz ».

## Argument
(Argument de la version de 1985 de Cameron Mackintosh)

### Prologue
Bagne de Toulon, 1815 (Le Bagne : Pitié, pitié/Look Down: Work Song) : le forçat Jean Valjean, no 24601, est libéré après dix-neuf ans de travaux forcés, dont cinq pour avoir volé un pain et quatorze pour avoir tenté de s'échapper plusieurs fois. Le policier Javert lui remet un passeport jaune qu'il lui faut toujours présenter là où il passe. Jean Valjean quitte Toulon plein d'espoir d'une nouvelle vie, mais il découvre bien vite que son passé de forçat lui vaut d'être rejeté partout : s'il trouve du travail, il ne reçoit que la moitié du salaire et aucune auberge ne veut l'accueillir. Seul l'évêque de Digne l'invite à partager son dîner et l'héberge pour la nuit. Mais Valjean, plein de ressentiments par sa longue captivité à Toulon, le paye en retour en lui volant son argenterie et en s'enfuyant dans la nuit. Contrôlé en chemin par des gendarmes, ceux-ci suspectent l'ex-forçat d'avoir volé l'argenterie qu'il détient et le reconduisent à Digne. L'évêque raconte aux gendarmes qu'il lui a fait don de cette argenterie. Après le départ des gendarmes, il lui donne en plus deux chandeliers en argent en lui demandant de les employer à devenir un honnête homme. Valjean, stupéfié par la bonté de l'évêque, s'engage à suivre sa prière (Pourquoi ai-je permis à cet homme ?/Valjean's Soliloquy).

### Acte premier
Montreuil-sur-Mer, 1823 : dans une usine, une jeune ouvrière du nom de Fantine reçoit une lettre (Quand un jour est passé/At the End of the Day). Une autre ouvrière lit la lettre à haute voix et on apprend que Fantine a une fille illégitime. Une bataille éclate parmi les femmes. Le propriétaire de l'usine et maire de la ville, Monsieur Madeleine, surgit. En vérité, il s'agit de Valjean qui a changé d'identité. Il laisse le soin à son contremaître de régler l'affaire. Ce dernier renvoie Fantine, car elle a toujours refusé ses avances. Une fois seule, elle raconte son histoire, celle de l'homme qu'elle aimait et qui l’a abandonnée avec leur enfant (J'avais rêvé d'une autre vie/I Dreamed a Dream).
Plongée dans la misère, et devant débourser toujours plus pour payer la pension de sa fille, Fantine vend tous ses biens, puis ses cheveux, et enfin elle-même (Tu viens, chéri/Lovely Ladies). Un de ses clients, furieux qu'elle l'ait rejeté, l'accuse de l'avoir agressé. Javert, inspecteur de police à Montreuil, arrête Fantine en ignorant ses prières. Monsieur le maire arrive et prend la défense de Fantine. En découvrant qu'elle est gravement malade, il la fait hospitaliser. Peu après, Valjean sauve un homme en soulevant, seul, une charrette sur lequel elle s'était renversée. Javert se souvient d'un forçat du bagne de Toulon, un dénommé Valjean, le seul homme qu'il pense doué d'une force lui permettant de soulever un tel poids. Entre-temps, on apprend que le forçat Valjean vient d’être arrêté. Le « vrai Valjean », face à un cas de conscience, décide de se livrer pour empêcher qu'un innocent soit condamné à sa place (Comment faire ?/Who Am I?). Pour prouver son identité, il montre la flétrissure, le « no 24601 » inscrit sur sa poitrine. Il s'échappe avant qu'on puisse l'arrêter.
Il retourne auprès de Fantine, délirante et au seuil de la mort. Elle lui fait jurer d'aller chercher sa fille Cosette (La Mort de Fantine/Fantine's Death). Javert vient arrêter Valjean, qui lui demande trois jours pour aller chercher la petite Cosette. Javert ne croit ni en ses intentions, ni l'idée que Valjean puisse devenir un honnête homme (La Confrontation/The Confrontation). Valjean s’échappe à l'issue d'une brève lutte avec Javert.
À Montfermeil, dans l’auberge des Thénardier : les Thénardier utilisent Cosette comme servante. La petite rêve d’une vie meilleure (Une poupée dans la vitrine/Castle on a Cloud). Le soir, l’auberge est pleine de clients que les Thénardier savent très bien arnaquer (Maître Thénardier/Master of the House). Mme Thénardier envoie Cosette chercher de l’eau à la source dans les bois, ignorant les pleurs de la petite fille effrayée de devoir s'aventurer à cet endroit en pleine nuit. Valjean rencontre Cosette près de la source et l'accompagne jusqu'à l'auberge en portant son seau. Il donne 1 500 francs au Thénardier pour qu’ils lui laissent emmener Cosette (La Transaction/The Bargain). Cosette et Valjean partent pour Paris.
Paris, 1832 : les pauvres chantent leur misère dans les rues de la ville (Bonjour Paris/Look Down), parmi eux est le gamin Gavroche. Un groupe d’étudiants, guidés par Enjolras et Marius Pontmercy, préparent la révolution. Thénardier est aussi à Paris. Avec sa femme, sa bande (Brujon, Babet, Claquesous et Montparnasse) et sa fille Éponine, il se prépare à détrousser un bonhomme connu des pauvres pour sa générosité. Éponine bavarde avec Marius : il est évident qu’elle est amoureuse de lui. Le bonhomme en question arrive avec une fille de dix-sept ans : il s'agit de Valjean et Cosette. Marius et Cosette se bousculent et tombent immédiatement amoureux. Parallèlement, le piège de Thénardier se referme sur Valjean. Dans la bataille qui s’ensuit, la chemise de Valjean est déchirée et on découvre sa flétrissure de forçat sur sa poitrine. C’est à ce moment-là que les forces de police font irruption avec Javert à leur tête. Valjean réussit à s’échapper, et Javert ne comprend qu'après coup que le fuyard était Jean Valjean. Il jure de ne jamais avoir de répit dans sa traque de Valjean (Sous les étoiles/Stars).
Marius demande à Éponine de le conduire jusqu'à la demeure de Cosette. Éponine, qui devine que Marius est amoureux, le lui promet malgré sa jalousie. Au café ABC, les étudiants sont rassemblés pour préparer leur révolution (Rouge et Noir/ABC Café-Red and Black). Quand Marius arrive, ses amis se moquent de son amour pour une fille dont il ne connaît même pas le nom. Gavroche vient annoncer la mort du Général Lamarque, le seul qui défendait les intérêts du peuple. Plus rien n'empêche l'insurrection d’éclater (À la volonté du peuple/Do You Hear the People Sing?).
Dans la rue Plumet où habitent Valjean et Cosette, la jeune fille, assise dans son jardin, rêve de Marius. Pour la première fois, elle questionne Valjean sur son passé, mais il ne répond pas (Dans ma vie/In My Life) et quitte la maison. Marius et Éponine arrivent. Marius et Cosette s’avouent leur amour (Le Cœur au bonheur/A Heart Full of Love). Au même moment, Thénardier et sa bande viennent dans l'intention de dévaliser la maison (Le Casse de la rue Plumet/The Attack on Rue Plumet). Thénardier a retrouvé la piste de Valjean et voudrait lui extorquer de l’argent en pratiquant un chantage sur ce qu'il croit connaître du passé de Valjean. Éponine alerte Marius pour le protéger. Découverts, Thénardier et sa bande s’enfuient suivis par Marius et Éponine. Quand Valjean revient, Cosette lui dit qu’elle croit avoir vu des ombres derrière le mur. Valjean, craignant que Javert ait retrouvé sa trace, décide de partir pour l’Angleterre avec Cosette.
Dans Le Grand Jour (One Day More), tous chantent leur espoir dans le jour qui vient : Valjean espère pouvoir enfin vivre en sécurité tandis que Marius et Cosette déplorent leur séparation, qu'Éponine s'épanche sur son chagrin d’amour et que les étudiants préparent leur révolution. Javert s'immisce parmi les révolutionnaires pour les espionner alors que les Thénardier projettent de détrousser les futurs cadavres. Enfin, Marius décide de rejoindre ses amis insurgés sur les barricades.

### Acte deuxième
La Première Barricade (Building the Barricade) est construite. Enjolras confie à Javert, qu'il prend pour un révolutionnaire, la mission d'aller espionner les forces du gouvernement. Éponine se rend rue Plumet pour remettre à Cosette une lettre de Marius, mais Valjean lit la lettre en premier et découvre l’amour de Cosette. Éponine, déçue et triste, décide de rejoindre les révolutionnaires (Mon histoire/On My Own).
Sur la barricade (At the Barricade-Upon These Stones), les étudiants se moquent du gouvernement qui leur propose la paix. Javert revient avec de mauvaises nouvelles sur les forces armées et les plans gouvernementaux (Javert sur la barricade-Je sais ce qui se trame/Javert's Arrival), mais il est démasqué par Gavroche qui l'a identifié comme policier (C’est la faute à…/Little People). Éponine, en retournant à la barricade, est atteinte par une balle. Elle meurt dans les bras de Marius (Un peu de sang qui pleure/A Little Fall of Rain). Valjean arrive à son tour (Valjean sur la barricade/Night of Anguish). Il reconnaît Javert dans le prisonnier des révolutionnaires.
Dans La Première Attaque (The First Attack), Valjean sauve Enjolras en tuant un tireur qui le visait. Quand Enjolras veut le remercier, Valjean lui demande le droit d'exécuter Javert, puis, lorsqu'il se retrouve seul avec le policier, il le libère. Les révolutionnaires s’en vont dormir (Souviens-toi des jours passés/Drink with Me). Seul, Valjean reste réveillé et prie pour Marius (Comme un homme/Bring Him Home). Le jour suivant, on découvre que les munitions sont presque épuisées. Gavroche sort de la barricade pour récupérer, à découvert entre les deux fronts, des balles sur les cadavres, mais il est touché à mort (La Seconde Attaque-Mort de Gavroche/The Second Attack-Death of Gavroche).
Dans La Dernière Attaque (The Final Battle), tous les révolutionnaires sont tués sauf Valjean qui réussit à s’échapper par les égouts en transportant sur son dos Marius blessé et inconscient, juste avant l’arrivée de Javert. Ce dernier découvre la piste de Valjean en comprenant que seul un homme aussi fort que Valjean a pu soulever la grille des égouts.
Dans les égouts, on retrouve aussi Thénardier qui détrousse les cadavres (Fureurs cannibales/Dog Eats Dog). Thénardier reconnaît Valjean, qui somnolait avec Marius toujours inconscient à ses côtés. Alors que Thénardier s'apprête à le voler, il se réveille et continue son chemin, mais Thénardier a eu le temps de retirer une bague du doigt de Marius. Quand Valjean arrive à la Seine, Javert est déjà là. Valjean lui demande une heure pour porter Marius chez un docteur, et, fait inhabituel, Javert acquiesce, car il ne sait plus que penser. Les actions de Valjean le font douter de tout ce dont il était persuadé jusque-là. Un voleur peut-il vraiment devenir honnête homme ? Il comprend que sa foi en une loi inébranlable est une erreur. Il se jette dans la Seine et meurt noyé (Le Suicide de Javert/Javert's Suicide).
Les femmes de Paris pleurent leurs morts (Tourne, tourne/Turning). Marius est vivant, mais il pleure lui aussi la perte de ses amis (Seul devant ces tables vides/Empty Chairs at Empty Tables). Il guérit grâce aux soins de Cosette en se demandant toujours qui lui a sauvé la vie. Valjean confesse son passé à Marius. Ne voulant pas déranger le bonheur de Marius et Cosette, il choisit de quitter leur maison.
C’est le mariage de Cosette et Marius (Sonnez, sonnez/Wedding Chorale). Les Thénardier viennent, cette fois, pour extorquer de l’argent à Marius. Thénardier veut lui vendre un secret : ses informations sur Valjean. D’après lui, Valjean n’est pas seulement un voleur et un ex-forçat ; c'est aussi un assassin. Il raconte à Marius comment il a rencontré Valjean dans les égouts, le matin après la barricade, transportant un mort sur son dos. Pour prouver son histoire, il montre à Marius la bague qu’il a subtilisée au doigt du « mort » de Valjean. Marius se rend compte que Jean Valjean lui a sauvé la vie et accourt avec Cosette chez Valjean tandis que les Thénardier mettent la fête sens dessus dessous (Mendiants à la fête/Beggars at the Feast).

### Épilogue
Valjean, à présent un vieil homme, écrit sa confession dans la lumière des chandeliers de l’évêque. Pendant sa dernière prière, Marius et Cosette font irruption. Marius le remercie de lui avoir sauvé la vie tandis que Cosette est bouleversée lorsqu'elle découvre que Valjean est au seuil de la mort.
Final avec tous les fantômes des morts (sauf Javert) qui apparaissent pour chanter encore une fois À la volonté du peuple (Do You Hear the People Sing?).

## Album-concept de 1980
Avant même la création du spectacle, un double album (Tréma, ref. 310 086/087) est enregistré de janvier à avril 1980, avec la distribution et les titres suivants :

### Distribution
- Rose Laurens : Fantine
- Maurice Barrier : Jean Valjean
- Jacques Mercier : Javert
- Maryse Cédolin : Cosette enfant
- Marie-France Roussel : Mme Thénardier
- Yvan Dautin : Thénardier
- Fabrice Bernard : Gavroche
- Richard Dewitte : Marius
- Marie : Éponine
- Michel Sardou : Enjolras
- Fabienne Guyon : Cosette jeune fille
- Claude-Michel Schönberg : Courfeyrac
- Salvatore Adamo : Combeferre
- Michel Delpech : Feuilly
- Dominique Tirmont : M. Gillenormand
- Mireille : l'acheteuse de cheveux

### Titres du double album

#### Face 1
1. La journée est finie
2. L'air de la misère
3. Les beaux cheveux que voilà
4. J'avais rêvé d'une autre vie
5. Dites-moi ce qui se passe
6. Fantine et Monsieur Madeleine
7. Mon prince est en chemin
8. Mam'zelle Crapaud

#### Face 2
1. La devise du Cabaretier
2. Valjean chez les Thénardier
3. La valse de la fourberie
4. Donnez, donnez
5. Rouge et noir
6. Les amis de l'ABC

#### Face 3
1. À la volonté du peuple
2. Cosette : dans la vie
3. Marius : dans la vie
4. Voilà le soir qui tombe
5. Le cœur au bonheur
6. L'un vers l'autre
7. La faute à Voltaire
8. La nuit de l"angoisse
9. Demain (Final 2e acte)

#### Face 4
1. Ce n'est rien
2. L'aube du 6 juin
3. Noir ou blanc
4. La mort de Gavroche
5. Marius et Monsieur Gillenormand
6. Le mariage, "Soyez heureux"
7. L'aveu de Jean Valjean
8. Marchandage et révélation
9. Épilogue : La lumière

## Spectacle original de 1980 (Palais des sports de Paris)
La comédie musicale fut créée à Paris au Palais des Sports le 17 septembre 1980. Prévue pour huit semaines minimum, elle reste à l'affiche seize semaines, le Palais des sports n'étant plus disponible au-delà. En 107 représentations, elle réunit près de 500 000 spectateurs

### Fiche technique
- Musique : Claude-Michel Schönberg
- Paroles : Alain Boublil et Jean-Marc Natel
- Mise en scène : Robert Hossein

### Distribution
- Maurice Barrier : Jean Valjean
- Jean Vallée : Javert
- Rose Laurens : Fantine
- Yvan Dautin : M. Thénardier
- Marie-France Roussel : Mme Thénardier

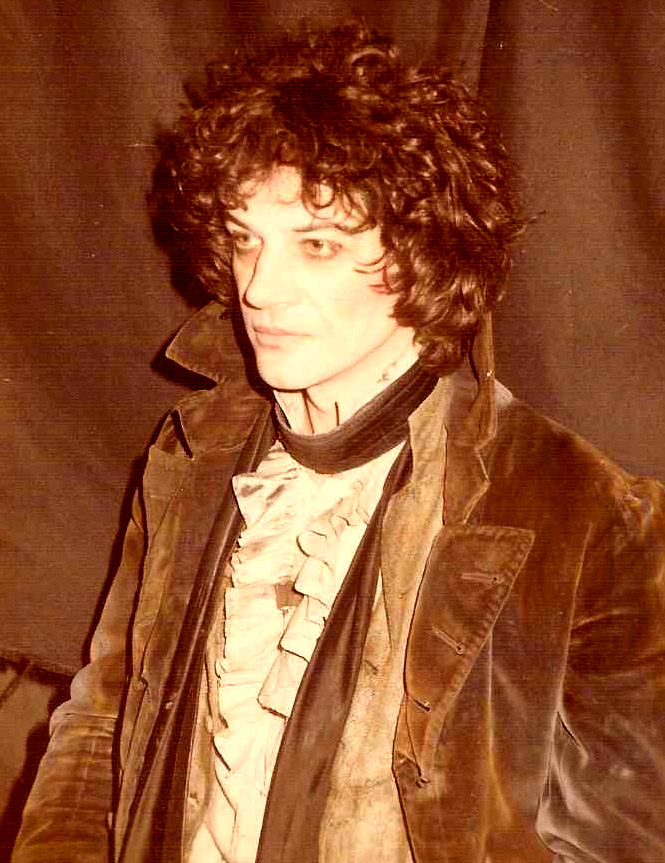
René-Louis Baron dans le rôle de Combeferre (1980).

- Maryse Cédolin, Sylvie Camacho, Priscilla Patron : Cosette enfant
- Cyrille Dupont, Fabrice Ploquin, Florence Davis : Gavroche
- Gilles Buhlmann : Marius
- Marianne Mille : Éponine
- Fabienne Guyon : Cosette jeune fille
- Christian Ratellin : Enjolras
- Dominique Tirmont : M. Gillenormand
- Anne Forrez : Mme Gillenormand
- René-Louis Baron : Combeferre
- Claude Reva : le conteur

## Adaptation anglaise de 1985

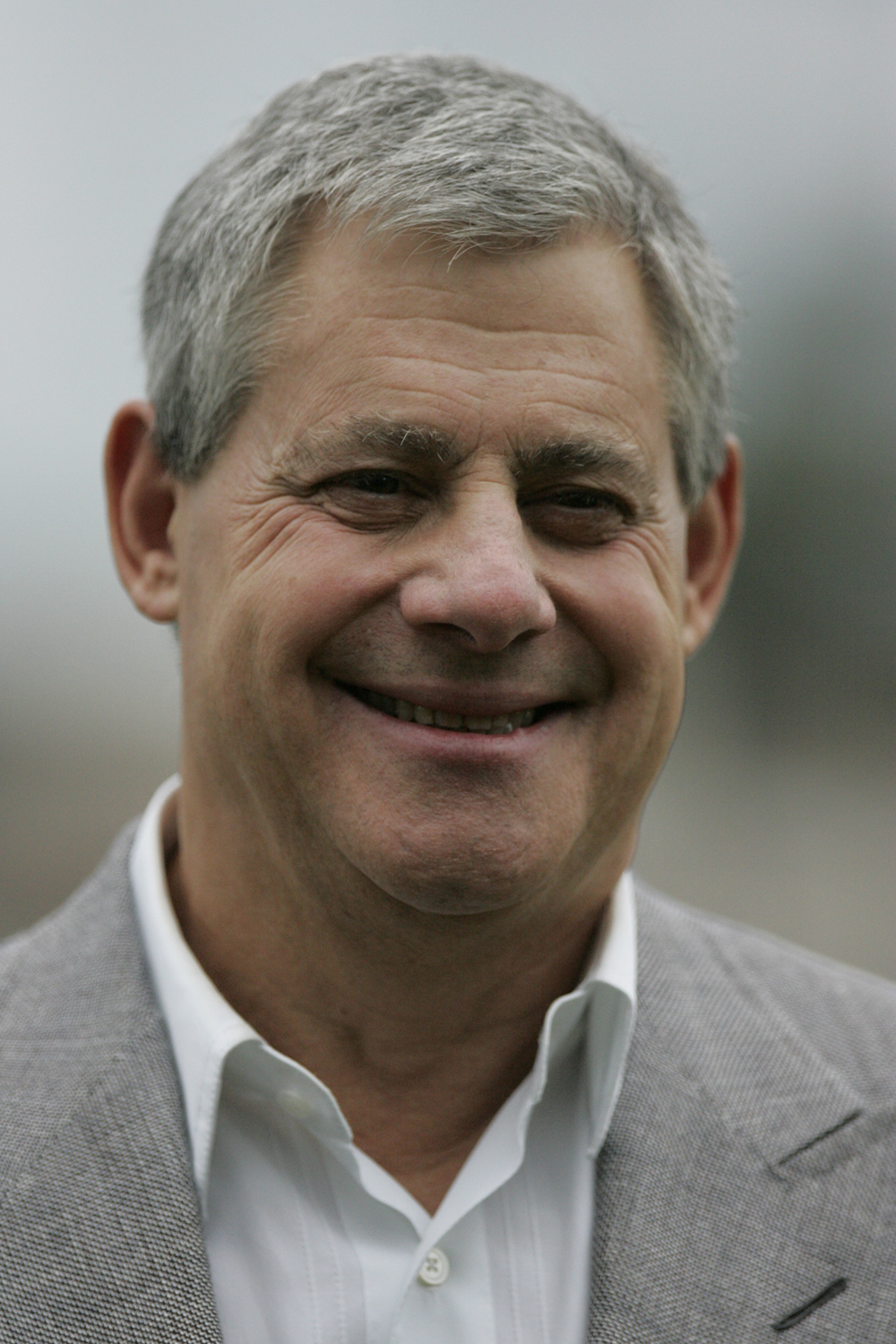
Le producteur britannique Cameron Mackintosh avant la première du film Les Misérables à Sydney le 20 décembre 2012.

En 1982, Cameron Mackintosh commence à travailler sur une version anglaise avec des paroles de Herbert Kretzmer, et l'œuvre passe de trois à deux actes. Il demande également à Claude-Michel Schönberg de retravailler la musique, de l'approfondir, avec une plus grande réutilisation des thèmes musicaux en fonction de leurs significations psychologiques et des situations. C'est à ce moment qu'est ajouté le prologue au bagne (qui reprend l'air de la chanson "Donnez, donnez" située plus loin dans le spectacle), ainsi que la chanson d'Eponine "Mon histoire" (qui reprend l'air de la Misère, initialement chanté par Fantine) et les deux chansons de Javert "Sous les étoiles" et "La Confrontation".
La première en anglais a lieu le 8 octobre 1985 au Barbican Theatre à Londres et reçoit un accueil enthousiaste de la critique et du public.
Comme il est de mise en pareil cas, la pièce traverse l'Atlantique et sa première eut lieu à Broadway le 12 mars 1987.

## Nouvelle version française de 1991
En 1991, une adaptation française est montée par Cameron Mackintosh, à la fois à Paris au théâtre Mogador, et à Montréal au Théâtre Saint-Denis. Les textes sont adaptés par Alain Boublil des textes anglais de Kretzmer, s'appuyant toutefois à maintes reprises sur ses textes originaux de 1980.
Les informations ci-dessous concernent la production montréalaise.

### Fiche technique
- Mise en scène : Richard Jay Alexander, Trevor Nunn
- Direction et supervision musicale : David Charles Abell
- Orchestrations : John Cameron[5]
- Décors : John Napier
- Costumes : Andreane Neofitou
- Production : Cameron Mackintosh, Ed Mirvish Productions

### Distribution
- Robert Marien : Jean Valjean
- Peter Zinko : Javert
- Louise Pitre : Fantine
- Andre Therrien : Thénardier
- Mireille Thibeault : La Thénardier
- Stéphanie Martin : Éponine
- Gabriel Kakon : Gavroche
- Francois Godin : Enjolras
- Frayne McCarthy : Marius
- Laur Fugère : Cosette
- Aurelie Lebarbe, Marjorie Theillaumas, Anne-Laure Grondin : Cosette enfant en alternance.

Retour en France (1991)
Une adaptation en français est montée par Cameron Mackintosh à Paris au Théâtre Mogador à partir du 12 octobre 1991 durant toute la saison 1991-1992. Les textes sont une adaptation par Alain Boublil des textes anglais de Kretzmer, s'appuyant à maintes reprises de ses propres textes de 1980.
Fiche technique
- Mise en scène de John Caird, Trevor Nunn, assistés de Ken Caswell et de Sylvie Pomaret
- Direction et supervision musicale de David Charles Abell
- Chef d'orchestre adjoint : Raphael Sanchez
- Orchestrations de John Cameron
- Décors de John Napier
- Costumes d'Andreane Neofitou
- Production Cameron Mackintosh, Hachette Première & Cie, UGC
- Direction de production : Mark Andrews et Howard Harrison

Distribution
- Robert Marien : Jean Valjean
- Patrick Rocca : Javert
- Louise Pitre : Fantine
- Laurent Gendron : Thénardier
- Marie-France Roussel : La Thénardier
- Stéphanie Martin : Éponine
- Ludwig Briand, Cyrille Vannier et Alexis Tomassian, en alternance : Gavroche
- Julien Combey : Enjolras
- Jérôme Pradon : Marius
- Marie Zamora : Cosette
- Renaud Marx : Grantaire
- Lynda Zaoui, Anne-Laure Grondin et Nora Kati, Aurélie Lebarbé, Marjorie Theillaumas, Karine Debec et Audrey Boitel, en alternance : Cosette et Éponine enfants

## Représentations entre 1999 et 2009
La comédie musicale voyage sur la scène internationale durant plus de 10 ans :

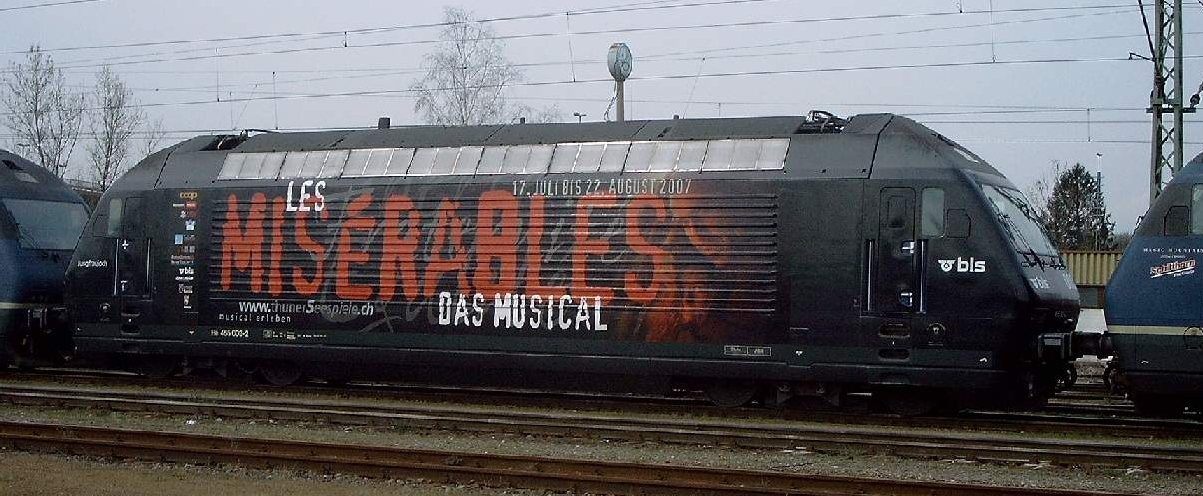
2007 : train publicitaire Les Misérables à Bâle en Suisse.

- En 1999 à Anvers, une version francophone est représentée avec les comédiens de la version néerlandophone précédemment donnée dans la même ville en 1998, mais avec, dans le rôle d'Éponine, Sandra Kim à la place de Chadia Cambie (nl).
- En 2006, la comédie musicale, jouée depuis 1985 à Londres, devient la plus longue exploitation continue de l'histoire en détrônant Cats qui fut jouée vingt-et-un ans d'affilée à New York.
- En 2008, dans le cadre du 400e anniversaire de la ville de Québec, le Capitole de Québec obtient les droits exclusifs de Cameron Mackintosh pour créer une nouvelle version des Misérables. Nouvelle mise en scène, nouveaux arrangements (réactualisés sans guitares et sans synthétiseurs) et nouvelle distribution francophone. 91 représentations du 27 juin au 19 octobre. La nouvelle version remporte un succès unanime, tant du côté de la critique que du public :
  - Fiche technique
    - Mise en scène : Frédéric Dubois
    - Direction et supervision musicale : Claude Soucy
    - Chef d'orchestre : Katia Makdissi-Warren
    - Arrangements : Nicolas Jobin, Gilles Ouellet et Pierre-Olivier Roy
    - Décors : Christian Fontaine
    - Costumes : Yasmina Giguère
    - Production : Jean Pilote (Capitole de Québec, LCQ Production)
    - Direction de production : Annie Robillard

  - Distribution
    - Gino Quilico : Jean Valjean
    - Alexandre De Granpré : Javert
    - Geneviève Charest : Fantine
    - Jean-Raymond Châles : M. Thénardier
    - Kathleen Fortin : Mme Thénardier
    - Sophie Tremblay : Éponine
    - Simon Dufresne, David Noël, Alexis Tomassian et Ludwig Briand, en alternance : Gavroche
    - Kevin Houle : Enjolras
    - Carl Poliquin : Marius
    - Myriam Brousseau : Cosette
    - Aurélie Lebarbey, Anne-Laure Grondin et Marjorie Theillaumas, en alternance : Cosette enfant
- 2009 : reprise du 17 juin au 26 juillet au Capitole de Québec et du 8 au 19 juin 2010 à la Salle Wilfrid-Pelletier dans le cadre des Francofolies de Montréal.
- 2009 : reprise du 11 septembre au 3 octobre au Théâtre de Beaulieu de Lausanne.

Quelques dates entre 2003 et 2008
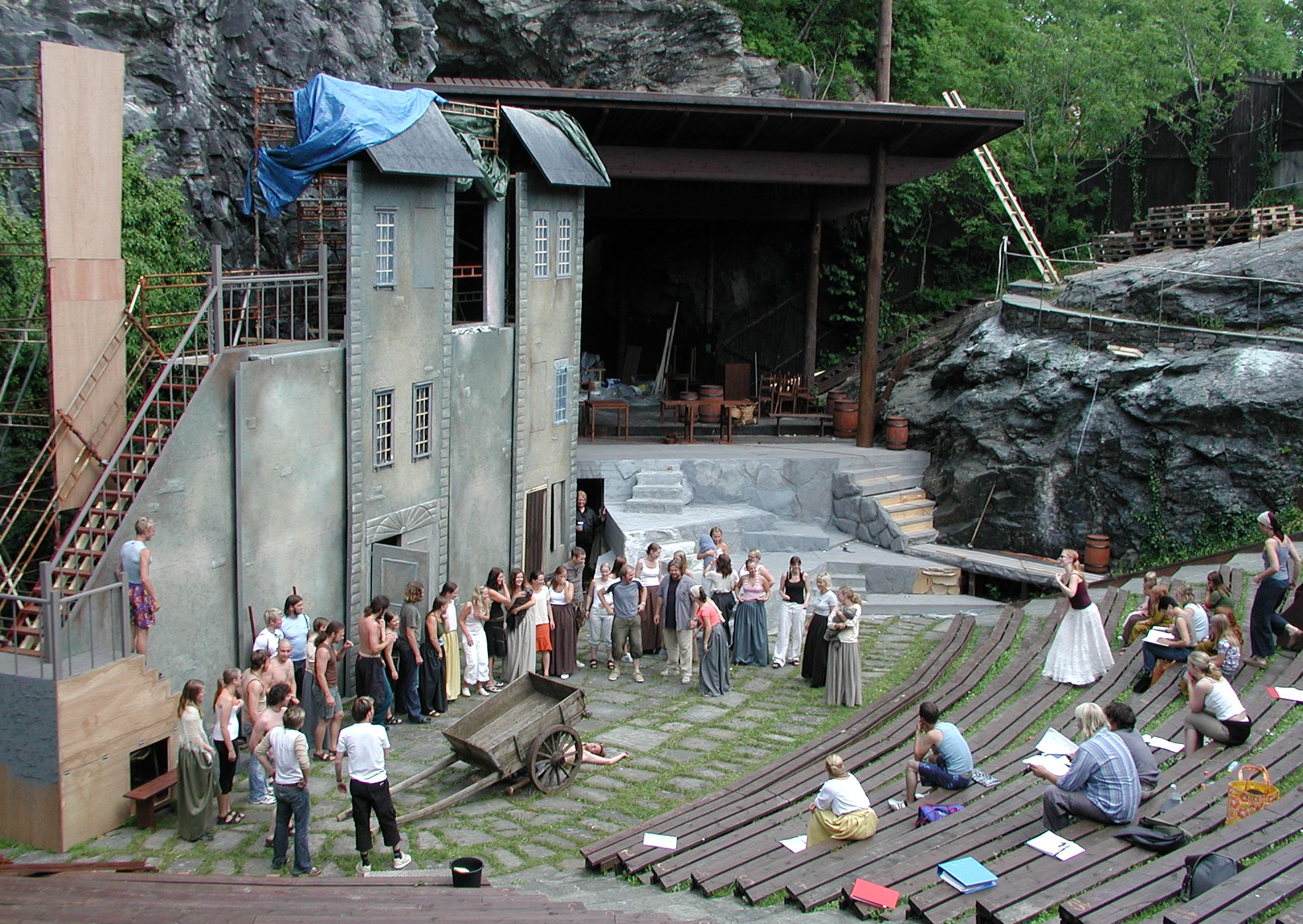
2003 : répétition à Moster (no) en Norvège.
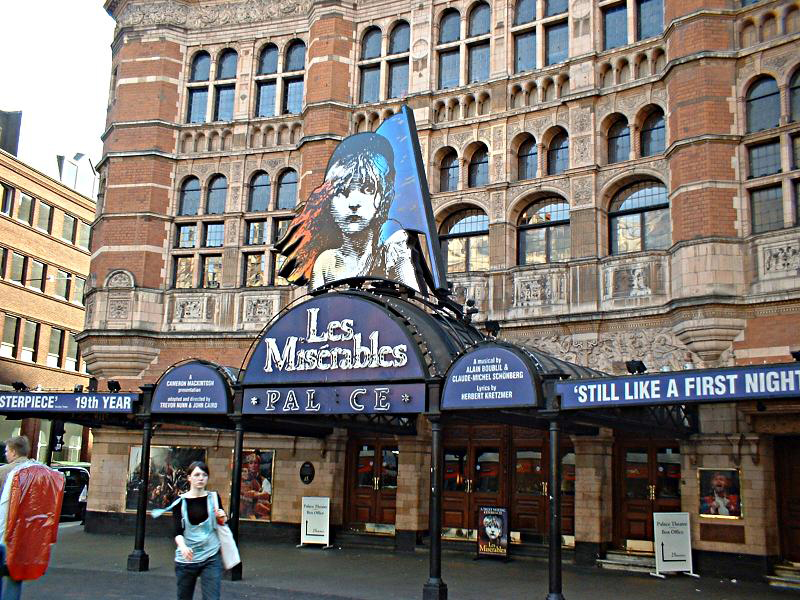
Mars 2004 : à l'affiche du Palace Theatre à Londres.
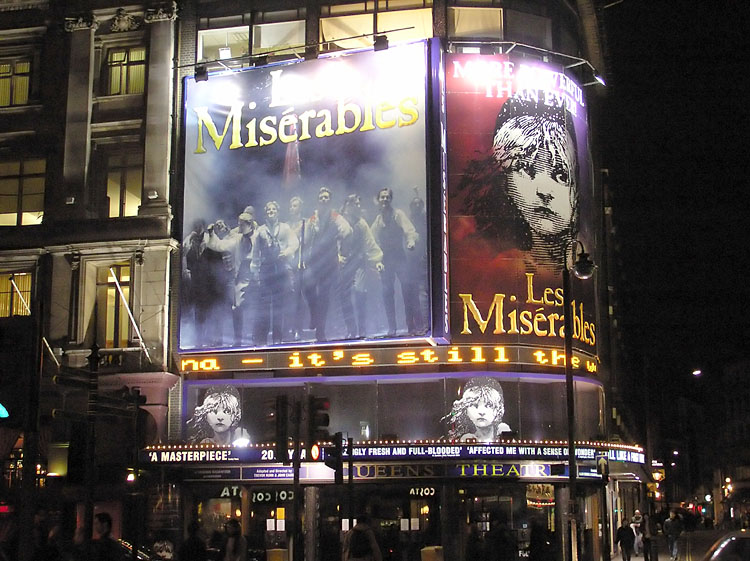
Novembre 2004 : à l'affiche du Queen's Theatre à Londres.
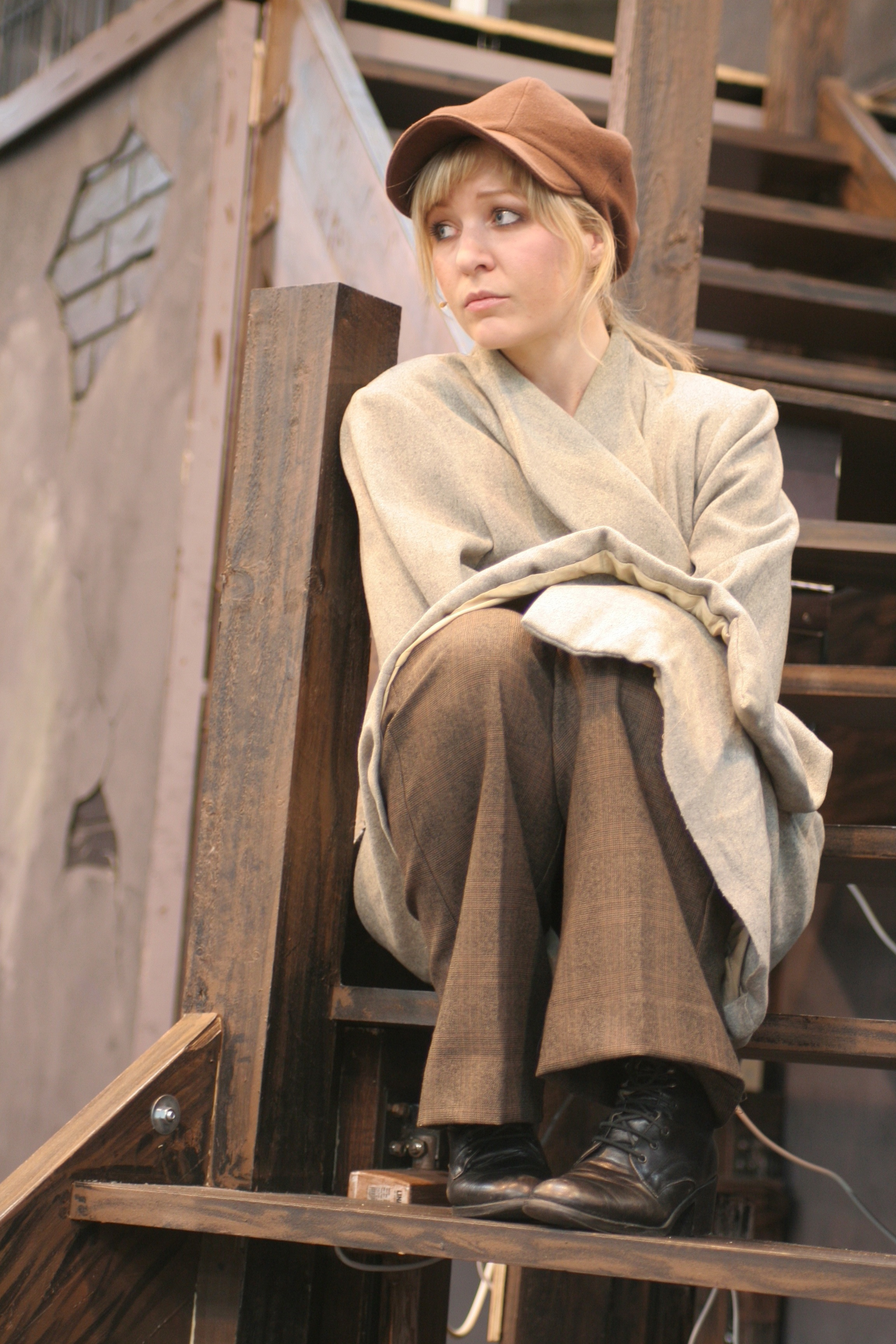
2006 : Julie Lund (en) (Éponine) au FrederiksborgCentret (da) de Hillerød au Danemark.
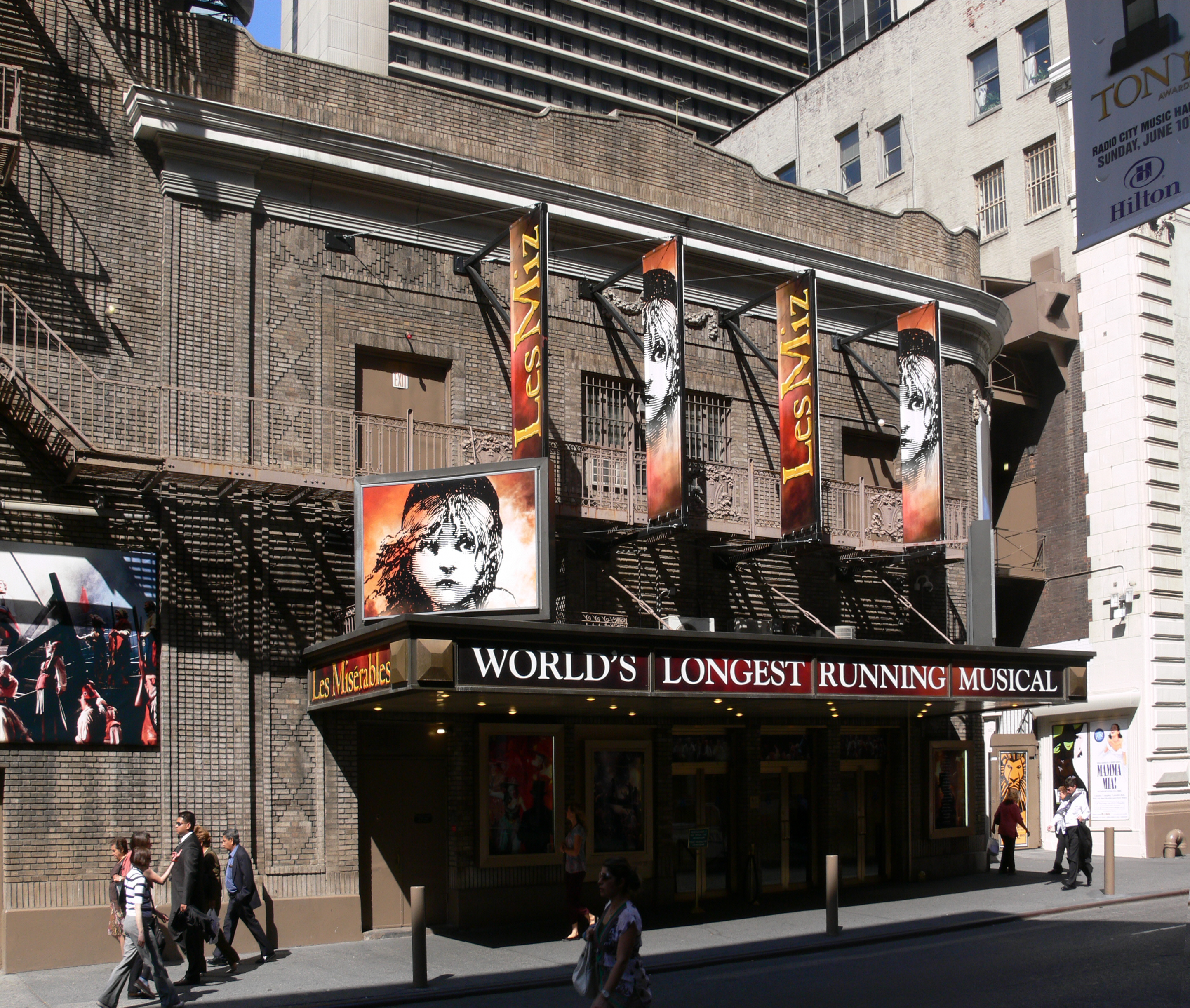
Mai 2007 : à l'affiche du Broadhurst Theatre à New York.
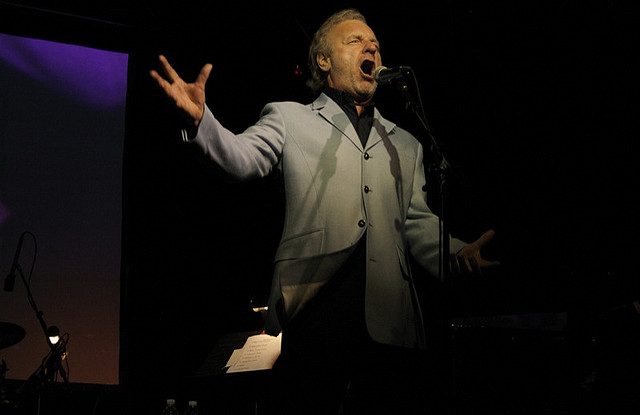
Août 2007 : Colm Wilkinson (en) (Jean Valjean) en version concert à Toronto au Canada.

Depuis mars 2009, Les Misérables est devenue la comédie musicale qui a enregistré le plus grand nombre de spectateurs dans le monde (65 millions).

## Version 2010
Dans la perspective du 25e anniversaire de la première anglophone, Cameron Mackintosh s'attelle en 2009 à une nouvelle version, récrite musicalement et nécessitant de moindres moyens scéniques : scène tournante supprimée, utilisation de nouvelles technologies scéniques et projections vidéo. La mise en scène est confiée à deux vétérans de l'œuvre sur scène : Laurence Connor et James Powell. La critique britannique salue de manière unanime cette nouvelle version, lui reconnaissant une plus grande finesse psychologique et l'efficacité du dépoussiérage de certaines orchestrations.
La tournée démarre au Pays de Galles en décembre 2009, fait une escale au théâtre du Châtelet à Paris, du 26 mai au 4 juillet 2010, avant de repartir au Royaume-Uni où elle doit notamment être montée là où tout a commencé : au Barbican Theatre de Londres. Fait unique : la capitale britannique accueille à cette occasion deux mises en scène majeures de la même œuvre sous les auspices du même producteur.

## Depuis 2010
- 2010 : à la rentrée et durant toute la saison, la troupe du Teatr Muzyczny Roma (pl) de Varsovie joue une version inédite, fraîchement adaptée en polonais. Le spectacle obtient un tel succès que sa programmation est reconduite pour la saison 2011-2012.

Autres représentations
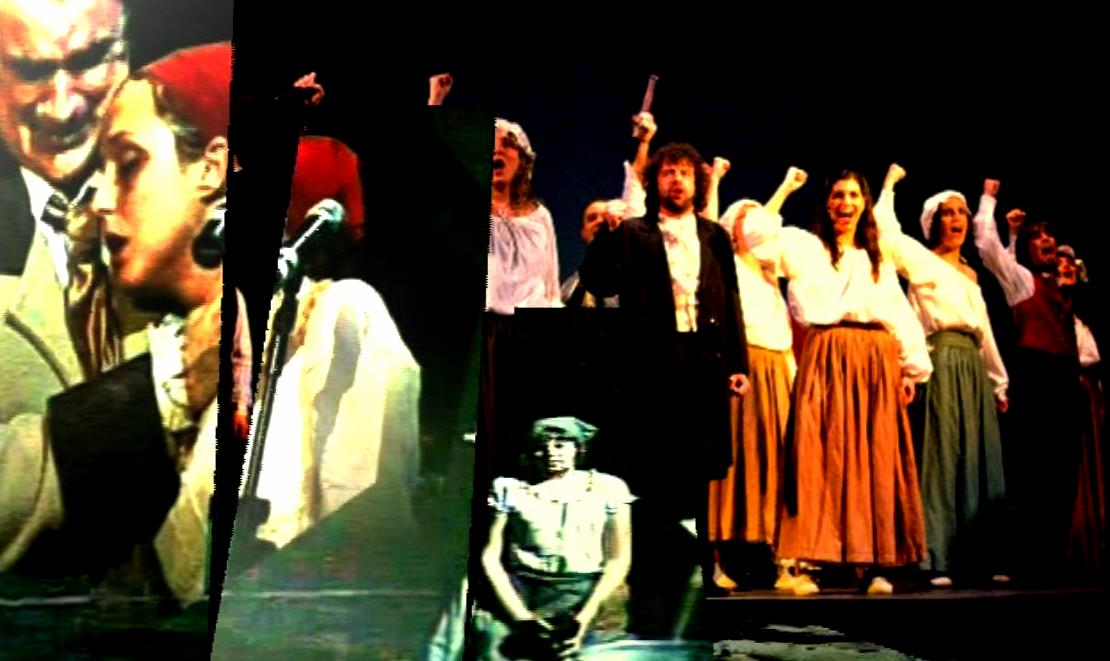
2010 à Madrid.
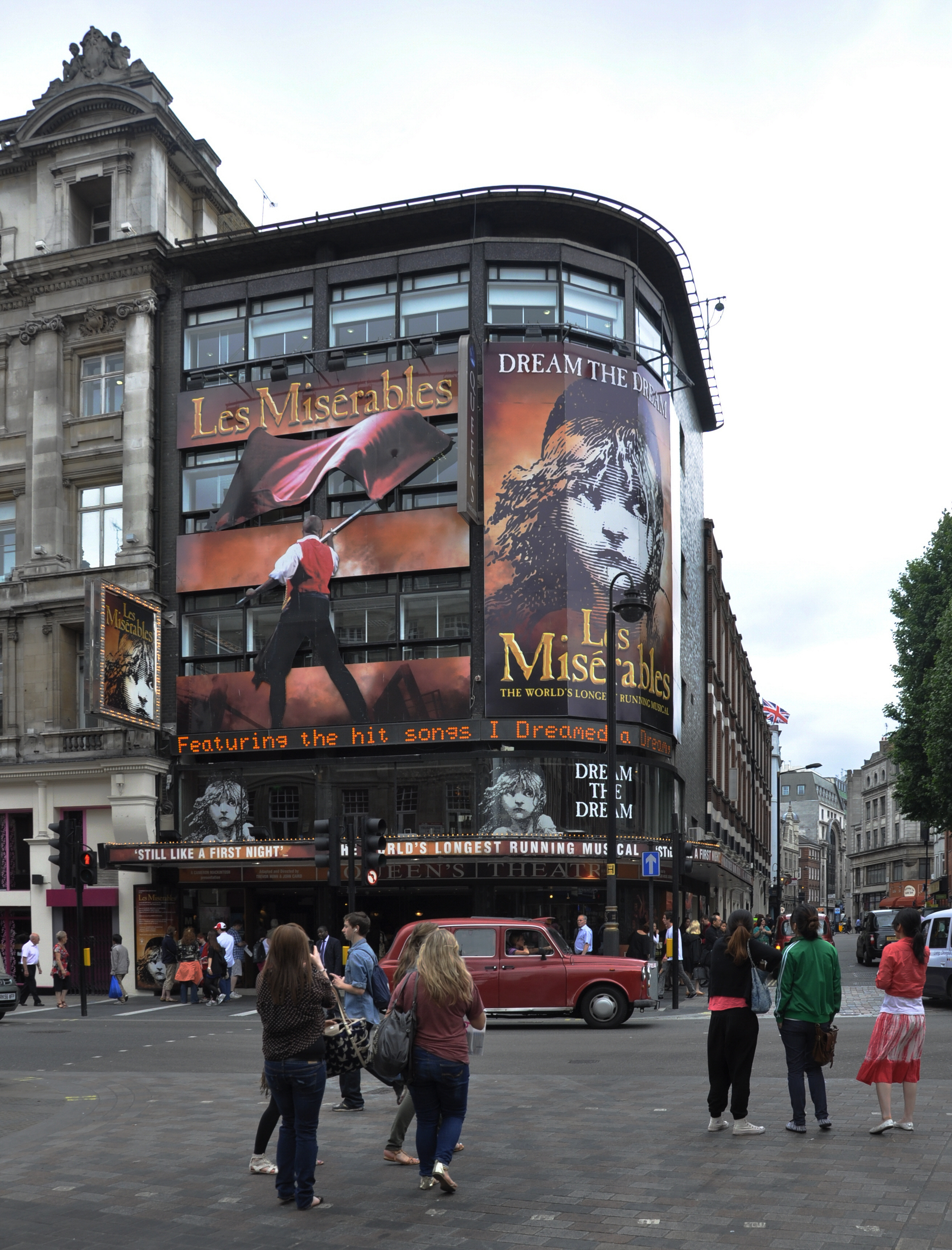
2011 au Queen's Theatre de Londres.
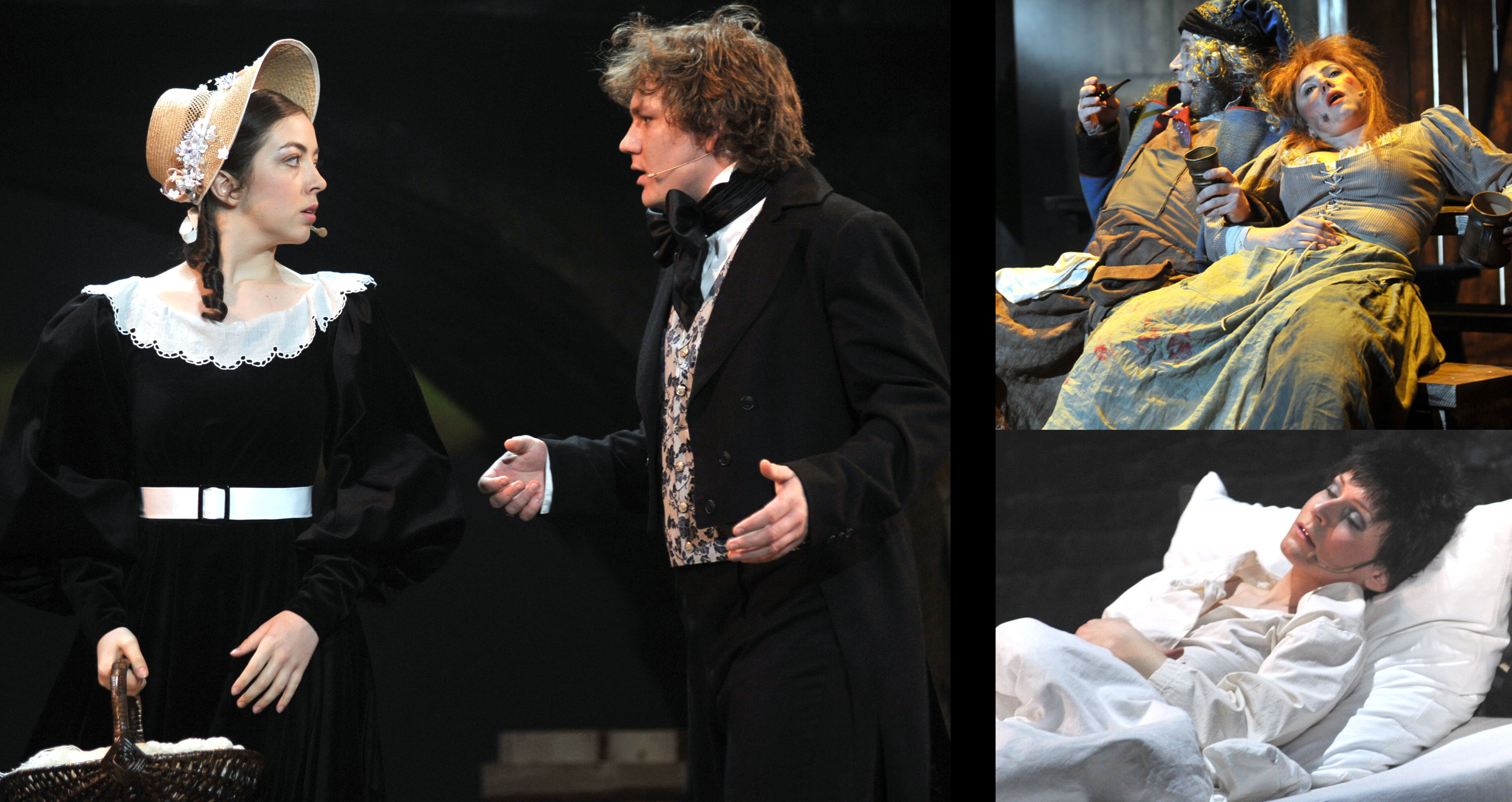
2011 à Brno en Tchéquie.
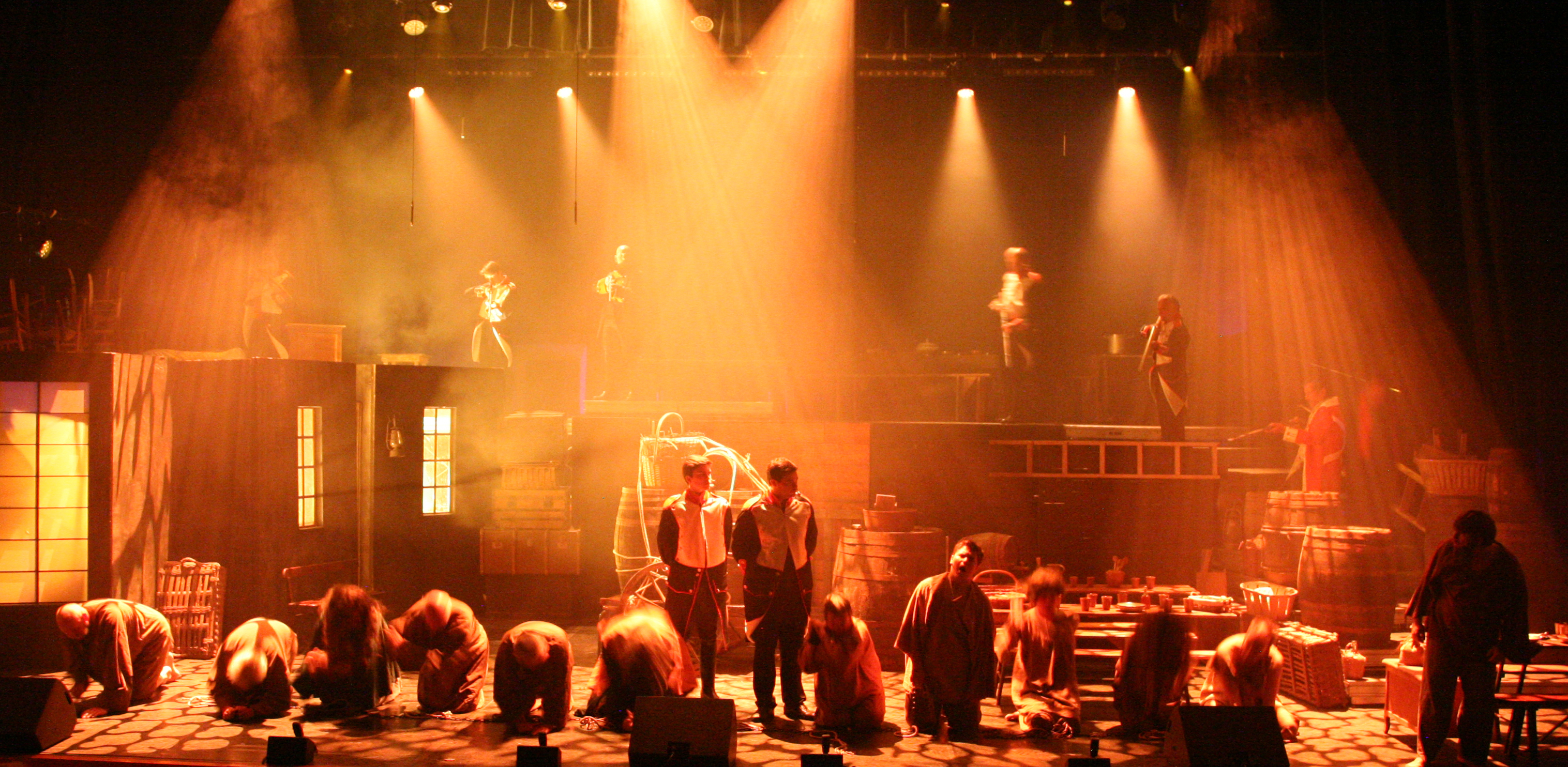
13 juin 2015 et 19 septembre 2015 au centre culturel Pyramide de Romorantin-Lanthenay par l'Atelier Colom.

- En 2012, une adaptation cinématographique est réalisée par Tom Hooper, avec Hugh Jackman, Russell Crowe, Sacha Baron Cohen, Helena Bonham Carter, Anne Hathaway, Amanda Seyfried, et Eddie Redmayne. Le film remporte trois Oscar.
- En juin 2015, l'Atelier Colom[6] a donné à guichets fermés une représentation de la comédie musicale au centre culturel Pyramide de Romorantin-Lanthenay (Loir-et-Cher). Plus de 700 personnes ont assisté à ce spectacle. Nouvelle représentation le 19 septembre 2015.
- En mars 2017, une version de concert inédite nommée Les Misérables en Concert est donnée au Palais des Congrès de Paris, suivie d'une tournée française, avec 30 chanteurs du monde opératique et l'accompagnement de l'orchestre Victor-Hugo sous la direction d'Alexandra Cravero[7].
  - Fiche technique
    - Mise en scène : Magda Hadnagy
    - Direction et supervision musicale : Christian Cravero
    - Arrangement : Didier Mouret
    - Chef d'orchestre : Alexandra Cravero
    - Costumes : Yves Guinhut
    - Production : Cityprod

  - Distribution
    - Xavier Mauconduit : Jean Valjean
    - Pierre-Michel Dudan : Javert
    - Ita Graffin: Fantine
    - Ronan Debois : M. Thénardier
    - Christina Koubbi : Mme Thénardier
    - Géraldine Jeannot : Éponine
    - Samuel Bataille-Farjes en alternance avec Pierre Gommé : Gavroche
    - Mickaël Alkemia : Enjolras
    - Jean-Christophe Born : Marius
    - June Van Der Esch : Cosette
    - Anne-Fleur Jacquot en alternance avec Maxine Toqué : Cosette enfant
    - Christian Décamps : Victor Hugo
- Les Misérables sont à l'affiche du Théâtre National Habima de Tel Aviv en 2017, adaptation de Ehoud Manor, chanté en hébreu avec surtitrage en russe, anglais et français.

## Nouvelle version française de 2024
En 2024, une nouvelle adaptation française mise en scène par Ladislas Chollat est montée au théâtre du Châtelet. Cette nouvelle version, 33 ans après la dernière de 1991, est produite par le Théâtre du Châtelet et SPJL Production – Stéphane Letellier-Rampon en accord avec Cameron Mackintosh. Le livret est remanié pour l’occasion par Alain Boublil. La première a lieu le 20 novembre 2024 et la dernière le 02 janvier 2025.

### Fiche technique
- Mise en scène : Ladislas Chollat
- Musique : Claude-Michel Schönberg
- Direction musicale : Alexandra Cravero, Charlotte Gauthier
- Décors : Emmanuelle Roy
- Costumes : Jean-Daniel Villermoz
- Lumières : Alban Sauvé
- Chorégraphie : Romain Rachline Borgeaud
- Vidéo : CUTBACK
- Sound Designer : Unisson Design
- Pianiste répétiteur : Arnaud Tibère-Inglesse
- Collaborateur à la mise en scène : Eric Supply

### Distribution
Distribution des rôles :
- Benoît Rameau : Jean Valjean
- Sébastien Duchange : Javert
- Claire Pérot : Fantine
- David Alexis : Monsieur Thénardier
- Christine Bonnard : Madame Thénardier
- Juliette Artigala: Cosette
- Jacques Preiss : Marius
- Océane Demontis : Éponine
- Stanley Kassa : Enjolras
- Maxime de Toledo : L'évêque de Digne
- Victor Bigot, Gaspard de Cerner, Paul Wandrille Charbonnel, Liam Jabnoune : Gavroche (en alternance)
- Bertille Grégoire, Louise Monteil, Iris Monzini, Maëlys O Neil : Cosette (enfant) (en alternance)
- Suzanne Bafaro, Roxane Carbonnier, Émilie de Froissard, Penny Padilla : Éponine (enfant) (en alternance)

## Dans la culture populaire
La comédie musicale Les Misérables est un motif récurrent dans le roman American Psycho de Bret Easton Ellis et son adaptation cinématographique. Elle apparaît sous la forme d'affiches placardées un peu partout ou de chansons fredonnées par de nombreux personnages.
La chanson One Day More est chantée par Eliot dans la série The Magicians.

## Pour approfondir